# Joe DiMaggio
Joseph Paul DiMaggio (nacido Giuseppe Paolo Di Maggio; Martínez, California, 25 de noviembre de 1914-Hollywood, Florida, 8 de marzo de 1999) fue un beisbolista profesional estadounidense de ascendencia italiana. Jugaba en la posición de jardinero central y desarrolló toda su carrera en los New York Yankees de las Grandes Ligas de Béisbol (MLB). 
Apodado Joltin' Joe y The Yankee Clipper, DiMaggio fue nueve veces campeón de la Serie Mundial (cifra únicamente superada por los diez títulos de Yogi Berra) y tres veces MVP de la Liga Americana. Fue nombrado All-Star en las trece temporadas que jugó en la MLB y ostenta el récord de más partidos seguidos logrando un hit (56).
Al momento de su retiro, estaba ranqueado en el quinto lugar de todos los tiempos en la lista de home runs (361) y sexto en el porcentaje de slugging (579). Fue elegido para el Salón de la Fama del Béisbol en 1955 y fue votado como el deportista más grande vivo durante el centenario del béisbol en 1969.

## Biografía
Joe DiMaggio nació el 25 de noviembre de 1914 en la localidad californiana de Martínez. Fue el octavo de nueve hijos de Giuseppe y Rosalía DiMaggio, dos inmigrantes sicilianos. Su madre le dio el nombre de Guiseppe Paolo por su marido y el santo favorito de este, Pablo de Tarso.
Los DiMaggio se mudaron al área de la Bahía de San Francisco cuando Joe tenía un año de edad. Giuseppe era pescador y quería que sus hijos también lo fueran. Sin embargo, Joe detestaba el olor a pescado muerto del barco de su padre y evitaba la tarea de limpiarlo, por lo que su padre lo llamaba vago e inútil. DiMaggio no llegó a terminar el instituto y en su lugar trabajó en empleos temporales.
Dos de sus hermanos también llegaron a ser beisbolistas profesionales. Vince DiMaggio jugó para los Boston Bees, Cincinnati Reds, Pittsburgh Pirates, Philadelphia Phillies y los New York Giants a lo largo de sus diez temporadas en las Grandes Ligas, mientras que Dom DiMaggio jugó once años para los Boston Red Sox.

## Carrera

### Ligas Menores
DiMaggio ya jugaba al béisbol semiprofesional cuando su hermano mayor Vince DiMaggio, que jugaba para los San Francisco Seals de la Pacific Coast League (PCL), convenció a su mánager de que dejara a su hermano ocupar el puesto de campocorto. Joe DiMaggio hizo su debut en el béisbol profesional el 1 de octubre de 1932. Del 27 de mayo al 25 de julio de 1933, bateó de hit en 61 juegos consecutivos, récord en la PCL. "El béisbol no estaba realmente en mi sangre, hasta que tuve esta racha de bateo" diría DiMaggio. "Conseguir un hit diario, es más importante para mí que comer, beber o dormir", diría más tarde.
En 1934, DiMaggio sufrió una lesión que puso en riesgo su carrera, cuando se lastimó la rodilla sufriendo una torcedura de ligamentos mientras bajaba de un taxi. El scout (buscador de talentos), Bill Essick de los New York Yankees, estaba convencido de que la lesión podría dejar secuela, por lo que pospuso para su club la evaluación y sería visto de nuevo. Después que DiMaggio pasó el examen físico en noviembre, los Yankees le ofrecieron un contrato por 50.000 dólares y cinco jugadores. Permaneció con los Seals en la temporada de 1935 y bateó 398 con 154 carreras impulsadas y 34 jonrones. Su equipo ganó el título de la Liga de la Costa del Pacífico en 1935 y DiMaggio fue nombrado el jugador más valioso.

### MLB

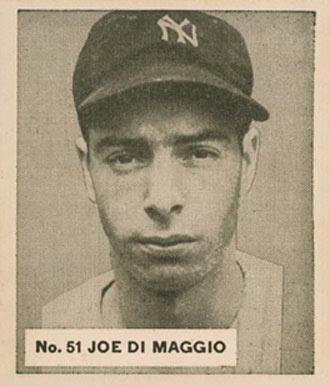
Joe DiMaggio en una tarjeta de béisbol Goudey World Wide Gum de 1936.

#### New York Yankees

##### 1936: Debut y primer anillo
Joe DiMaggio hizo su debut en MLB el 3 de mayo de 1936 contra los St. Louis Browns. Bateó después de Lou Gehrig y logró tres hits y una carrera impulsada en seis turnos al bate. Logró su primer home run una semana después, ante los Philadelphia Atheltics. Terminó la temporada con un total de 206 hits, 29 HR y 125 carreras impulsadas, además de liderar las Grandes Ligas en triples (15).

##### 1937
Lideró la MLB en home runs con 46. Terminó segundo en la votación del MVP de la AL, únicamente por detrás de Charlie Gehringer de los Detroit Tigers.
En 1939, DiMaggio fue nombrado el "Yankee Clipper" por el anunciador del Yankee Stadium Arch McDonald, cuando le pareció que DiMaggio por su velocidad y rango en el predio central, se parecía al nuevo avión de Pan American, el Clipper.

##### 1941: Racha de bateo de 56 partidos seguidos con un hit

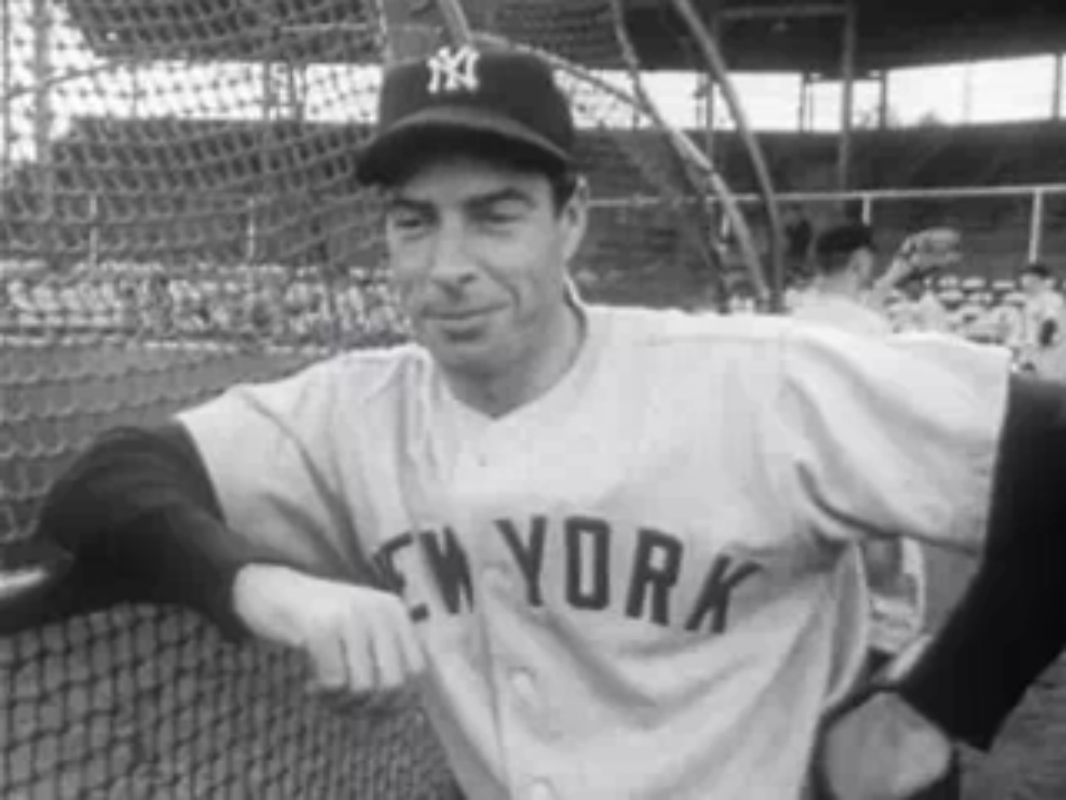
Joe DiMaggio en 1951.

DiMaggio es más famoso por tener el récord en las Ligas Mayores de Béisbol de 56 juegos dando por lo menos un hit en 1941. En 1941 la nación entera estuvo atenta a su memorable hazaña, cuando inició la racha el 15 de mayo de 1941, un par de semanas antes del fallecimmiento de Lou Gehrig, cuando DiMaggio se fue de 4-1 contra el pitcher de los Chicago White Sox, Eddie Smith. Los periódicos importantes empezaron a escribir acerca de DiMaggio desde el inicio de su racha, pero el récord en la era moderna de 41 juegos era de George Sisler, que era un fenómeno nacional. Inicialmente, DiMaggio mostró poco interés en romper el récord de Sisler, diciendo_ "No pienso acerca de ello... podría romperlo o no". Cuando se aproximaba al récord de Sisler, DiMaggio mostró más interés diciendo: "Al inicio no pensaba tanto en el récord, pero naturalmente me gustaría conseguirlo y estoy cerca". El 29 de junio de 1941, DiMaggio dio un doble en el primer juego de una doble cartelera contra Washington Senators en el Griffith Stadium, empatando el récord de Sisler y dio un sencillo en el segundo juego por la noche con lo que extendió su racha a 42 juegos.
Con el Yankee Stadium llenó con 52 832 aficionados vieron como DiMaggio empataba el récord de todos los tiempos (44 juegos de Willie Keeler en 1897) el 1° de julio. El siguiente juego contra Boston Red Sox, jugando en el Yankee Stadium dio un hit hacia el jardín izquierdo extendiendo su racha a 45 juegos y estableciendo un nuevo récord. Di Maggio estaba bateando 67 hits en 179 veces al bate durante los primeros 45 juegos de su racha, mientras que en el récord de Keeler había bateado 88 hits en 201 veces al bate. DiMaggio continuó dando de hit después de romper el récord de Keeler, llegando la racha a 50 juegos el 11 de julio contra St. Louis Browns. El 17 de julio en el Cleveland Stadium, la racha de DiMaggio fue finalmente detenida en 56 juegos, gracias en parte a dos atrapadas a mano volteada del tercera base de los Indians Ken Keitner. DiMaggio bateó .408 durante su racha, con 15 jonrones y 55 carreras impulsadas. El día después que finalizó la racha, DiMaggio inició otra que finalizó con 16 juegos. La distinción de batear de hit en 72 de 73 juegos es también un récord. Pero ninguno había estado tan cerca del récord de DiMaggio desde 1941, como Pete Rose, quién tuvo una racha de bateo de 44 juegos en 1978. Durante la racha, DiMaggio jugó siete dobles juegos. Los Yankees tuvieron un récord durante la racha de 41-13-2.
Muchos expertos consideran esta marca como la más grande proeza en la historia del béisbol, siendo considerado un récord inquebrantable y estadísticamente cerca de ser imposible.  El ganador del Premio Nobel de Física y experto en cálculo matemático Edward Mills Purcell, calculó que para tener probabilidad que una racha de 50 juegos ocurra en la historia del béisbol sería a fines de los 1980's y sería tan grande como del 50%, con 52 con bateadores de .350 de por vida que existieran en el momento actual y tres como Ty Cobb, Rogers Hornby y "Shoeless" Joe Jackson. Su colega en el Colegio de Harvard Stephen Jay Gould, citado en el trabajo de Purcell, nombró los 56 juegos de DiMaggio dando de hit como "la más extraordinaria cosa nunca antes realizada en los deportes de Estados Unidos". Samuel Arbesman y Steven Strogatz de postgrado de Cornell University, quienes manejan 10 mil computadoras que simulan juegos de béisbol desde 1871 hasta 2005, 42% produciendo rachas largas o cortas, con récords de entre 38 y 109 juegos y la típica racha de récord entre 50 y 64 juegos.
Su segunda etapa en las grandes ligas (de 1946 a 1951) estuvo marcada por una lesión en uno de sus talones. 

##### 1946
DiMaggio fue fotografiado, con su hijo, en la portada de la edición inaugural de SPORT magazine en septiembre de 1946.

##### 1947: Tercer MVP
En 1947 Joe DiMaggio estuvo a punto de ser traspasado a los Boston Red Sox a cambio de Ted Williams. Sin embargo, la operación no llegó a materializarse porque el dueño de los Red Sox quería incluir también a Yogi Berra. Ese año, DiMaggio logró su tercer y último MVP.

##### 1949
El 9 de febrero de 1949, DiMaggio firmó un contrato récord por 100 mil dólares (995 mil dólares al momento actual) (70 mil dólares en bonos) siendo el primer jugador de béisbol en romper la barrera de los 100 mil dólares.
Retornó después de 65 encuentros y lideró a los Yankees a una barrida de tres juegos sobre los Red Sox en el Fenway Park, aportando cuatro cuadrangulares y nueve carreras impulsadas. Al final de la temporada bateó para .346 en 76 juegos.
En mayo, DiMaggio estaba empatado con Mark McGwire en el tercer lugar de jonrones de todos los tiempos sobre los primeros dos años calendario en las Ligas Mayores, detrás de los miembros del Salón de la Fama, el Phillie Chuck Klein y Ryan Braun de Milwaukee Brewers. Durante el 2011, fue el séptimo jugador de Ligas Mayores en haber tenido cuatro temporadas con 30 jonrones, cien carreras producidas en sus primeros cinco años, junto con Chuck Klein, Ted Williams, Ralph Kiner, Mark Teixeira, Albert Pujols y Ryan Braun. En septiembre, Hank Greenberg cuestionó en SPORT, que DiMaggio cubría mucho terreno en el jardín central y que la única manera que le podrían hacer un hit a los Yankees, era que Joe no estuviera. DiMaggio hizo cinco veces el home durante su carrera.
Para 1950 estaba colocado como el segundo mejor jardinero central según Sporting News, después de Larry Doby jardinero central de Cleveland Indians y el primer afroamericano en jugar en la Liga Americana.

##### 1951: Noveno anillo y retirada
El 28 de septiembre, ante los Boston Red Sox, DiMaggio logró su último home run en temporada regular. Terminó el año con las marcas más bajas de su carrera en HR (12) y en promedio de bateo (26,3%). A pesar de sus malos números, los Yankees lograron su decimoctavo banderín de la Liga Americana, el décimo para él. En el sexto partido de la Serie Mundial, DiMaggio bateó el último home run de su carrera. Los Yankees se impusieron en la eliminatoria por 4-2 a los New York Giants. Fue el noveno y último título de Serie Mundial para DiMaggio. Esa cifra de campeonatos mundiales se mantuvo como récord hasta 1962, en el que Yogi Berra logró su décimo anillo.

## Legado
DiMaggio tiene el récord de más temporadas con más jonrones que strikeouts (ponches) (mínimo de 20 jonrones) una hazaña que él hizo siete veces y cinco veces consecutivas de 1937 a 1941. DiMaggio hubiera alcanzado fácilmente los 500 jonrones y 2 mil carreras producidas si no hubiese ido al servicio militar de los Estados Unidos durante la Segunda Guerra Mundial.
DiMaggio tiene una poderosa estadística de bateo pero no el Yankee Stadium. Llamado "la Casa que Ruth construyó", su cercanía en el jardín derecho favorecía a Babe, que tenía un gran poder en su brazo zurdo. Para los bateadores diestros, su profundidad en los jardines izquierdo y central hacían que los jonrones fueran imposibles. Mickey Mantle mencionó que él y Whitey Ford no tenían tantos blasones como DiMaggio pero ellos si podían dar jonrones en el Yankee Stadium. (Ruth fue víctima de este problema, por los muchos elevados que dio al jardín central). Bill James hizo el cálculo que DiMaggio perdió muchos más jonrones en el Yankee Stadium que cualquier otro jugador en la historia. El jardín izquierdo central tenía una profundidad de 457 pies, (139 metros), medida que raramente pasa de 380 pies (116 metros) en los parques de hoy. Al Gionfriddo el famoso receptor en la Serie Mundial de 1947 fue quién estuvo cerca de la marca de 415 pies (126 metros) en el jardín izquierdo-central, que podría haber sido un jonrón de los Yankees en cualquier otro parque. DiMaggio dio 148 jonrones en 3 360 veces al bate en casa contra 213 jonrones en 3 461 veces al bate en gira. Su porcentaje de slugging en casa fue de .546 y en gira fue de .610. El experto en estadísticas Bill Jenkinson hizo una revisión de estos registros.
Por ejemplo, Joe DiMaggio tuvo este handicap por jugar en el Yankee Stadium. Cada vez que bateó en el campo de casa durante su carrera, el conocía que era físicamente imposible que diera un jonrón por la mitad del campo directamente enfrente de él. Si miras el campo de béisbol de una línea de foul a la otra, tienen un radio de 90 grados. Había que tener poder para dar un jonrón entre el jardín izquierdo y central (en el tiempo de Joe era de 430) y en lo profundo del jardín derecho (407 pies), esto es 45 grados. Y Joe DiMaggio nunca dio un jonrón sobre las gradas del Yankee Stadium a los 45 grados. Es justo decir que Joe era un fuerte bateador, que rutinariamente daba batazos de 425 pies en promedio, pero no era tan bueno bateando en las cavernas del Yankee Stadium. Al igual que Ruth, él se favoreció cuando los bateadores daban pocos jonrones por las distancias cortas de las líneas de foul. Pero perdió más que ganar, dado que frecuentemente bateaba elevados hacia el jardín central. Muchos bateadores tenían mejores campos. DiMaggio solo dio de hit el 41% en su carrera dando jonrones en el parque del Bronx, en donde dio 148 jonrones. Si hubiese tenido el mismo patrón exacto de bolas bateadas en un típico estadio moderno en su parque local, habría bateado cerca de 225 jonrones durante su carrera en el campo local.
Joe fue elegible para el Salón de la Fama del Béisbol en 1953, pero no ingresó hasta 1955. El Salón de la Fama tiene un papel durante la inducción posterior al retiro en donde se tiene que esperar un tiempo en el que se realizan revisiones del candidato, y se extiende el período de uno a cinco años, pero DiMaggio y Ted Lyons fueron exentos de este papel. DiMaggio comentó a Baseball Digest en 1963 que los Brooklyn Dodgers le habían ofrecido trabajo como mánager en 1953, pero él no lo aceptó. Después de estar fuera del béisbol desde su retiro como jugador, regresó como instructor de bateo en la nueva localidad de los Athletics, la ciudad de Oakland, California de 1968 a 1970.

## Segunda Guerra Mundial
En 1942 terminó su primera etapa en las Grandes Ligas, puesto que sirvió para las fuerzas armadas de su país en la Segunda Guerra Mundial, alistándose en el Cuerpo Aéreo del Ejército de los Estados Unidos el 17 de febrero de 1943, llegando al rango de sargento. Estuvo acantonado en Santa Ana, California, Hawái y Atlantic City, Nueva Jersey, como instructor de educación física. Fue liberado por una recomendación del servicio médico en septiembre de 1945, debido a úlceras crónicas de estómago. Con un pago ahora de 21 dólares al mes, DiMaggio tuvo un servicio confortable viviendo como soldado. Pasó mucho tiempo jugando al béisbol para equipos y en juegos de exhibición contra miembros de las Ligas Mayores y jugadores de ligas menores, sin recibir privilegios especiales debido a su fama. DiMaggio llevaba una dieta de atleta pero ganó 10 libras y estuvo en Hawái con otros jugadores que se bronceaban en la playa y bebían. Avergonzado por este estilo de vida, DiMaggio solicitó que lo enviaran a combatir en 1943, pero fue rechazada su solicitud.

### Padres como "enemigos extranjeros"
Giuseppe y Rosalía DiMaggio figuraron entre los miles de inmigrantes alemanes, japoneses e italianos clasificados como "enemigos extranjeros" por el gobierno de los Estados Unidos, después del bombardeo a Pearl Harbor por Japón. Tenían que llevar todo el tiempo un folleto identificador con su foto, y no podían viajar fuera de un radio de cinco millas (7 kilómetros) de su hogar sin permiso. Giuseppe tenía prohibido ir a la bahía de San Francisco, donde llevaba décadas pescando, y su bote fue incautado. Rosalía obtuvo la ciudadanía estadounidense en 1944, seguida por Giuseppe en 1945.

## Vida personal

### Dorothy Arnold
En enero de 1937, DiMaggio conoció a la actriz Dorothy Arnold durante el rodaje de Manhattan Merry-Go-Round, película en la que él tenía un pequeño papel como extra. Se casaron en San Francisco, en la Iglesia de San Pedro y San Pablo, el 19 de noviembre de 1939, con veinte mil simpatizantes creando un gran atasco en las calles próximas a la iglesia para ver el evento. Su hijo, Joseph Paul DiMaggio III, nació en el Doctors Hospital el 23 de octubre de 1941. La pareja se divorció en 1944.

### Marilyn Monroe

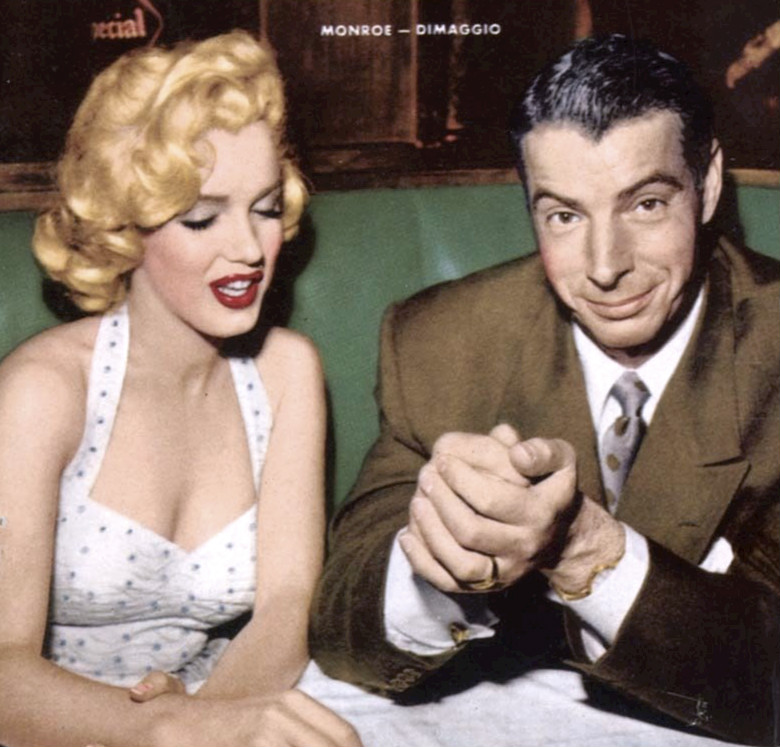
Marilyn Monroe y Joe DiMaggio en 1954.

De acuerdo con su autobiografía, Marilyn Monroe originalmente no quería conocer a DiMaggio, temiendo que fuera el estereotipo de atleta arrogante. Se casaron intempestivamente en la sede del Ayuntamiento de San Francisco el 14 de enero de 1954. Aunque Marilyn sufría de endometriosis, expresaron a los periodistas su deseo de formar una familia.
El sindicato de actores estuvo desde el principio preocupado por los celos y actitud controladora de Dimaggio, que llegó a ser físicamente abusivo con Marilyn. Un incidente entre la pareja se supone que sucedió inmediatamente después de la escena donde su vestido se levanta por el viento procedente de una rejilla de ventilación del metro, en la célebre escena de la película The Seven Year Itch la cual fue filmada el 14 de septiembre de 1954, frente al teatro Manhattan's Trans-Lux de la calle 52. El corresponsal de la 20th Century Fox de la costa este, Bill Kobrin, dijo al Palm Springs Desert Sun que fue el director, Billy Wilder, quien tuvo la idea de filmar la escena en medio de un círculo de miles de curiosos que se habían congregado para ver el rodaje y a la famosa actriz. La pareja tuvo luego una discusión violenta en el vestíbulo del teatro. Un mes más tarde, ella contrató los servicios del célebre abogado Jerry Giesler quien filtró, como causa del divorcio, crueldad psicológica después de tan solo 274 días de haberse casado. Después de su divorcio, DiMaggio recibió terapia emocional, detuvo su consumo de alcohol y extendió sus intereses más allá del béisbol. Él y Marilyn leían juntos poesía en los años posteriores a su divorcio.
El 1 de agosto de 1956, una agencia de noticias internacionales, mostró una foto de DiMaggio con Lee Meriwether especulando que la pareja estaba interesada, pero Cramer escribió que fue un rumor iniciado por Walter Winchell. El biógrafo de Monroe, Donald Spoto, menciona que DiMaggio estuvo "muy cerca de casarse" con Marian McKnight, Miss América 1957, quien ganó la corona con un acto a lo Marilyn Monroe, pero McKnight lo negó. Estuvo también relacionado con Liz Renay, Cleo Moore, Rita Gam, Marlene Dietrich y Gloria DeHaven durante este período y con Elizabeth Ray y Morgan Fairchild años después, pero nunca confirmó públicamente estar involucrado con ninguna mujer.
DiMaggio regresó a la vida de Monroe, cuando finalizó su matrimonio con el dramaturgo Arthur Miller. El 10 de febrero de 1961, ella salió de la clínica psiquiátrica Payne Whitney. Se unió a él en Florida, donde era entrenador de bateo de los Yankees. A pesar de su afirmación de ser "solo amigos", los rumores sobre un nuevo matrimonio volaban y los reporteros vigilaban el exterior de su apartamento en Manhattan. Bob Hope les "dedicó" la canción nominada a la Mejor Canción en la 33ª entrega de los premios de la Academia, "The Second Time Around".
El 5 de agosto de 1962, Monroe fue encontrada muerta en su casa de Brentwood, Los Ángeles, después de que su ama de llaves Eunice Murray telefoneara al psiquiatra de Monroe, el doctor Ralph Greenson. El hijo de Dimaggio había hablado con ella por teléfono esa noche y dijo que parecía estar bien. Su muerte fue considerada un suicidio por el forense Thomas Noguchi y luego se desatarían varias teorías de conspiración, pero todo apunta a una muerte accidental por sobredosis, debido a la acumulación progresiva en el sistema producto de la ingestión habitual de fármacos recetados por Greenson, que trataría de ocultar este hecho. Devastado, DiMaggio reclamó el cuerpo y organizó su funeral de manera íntima, prohibiendo la asistencia de la élite de Hollywood y la familia Kennedy. Hizo que fuera enterrada con un ramo de rosas rojas entre las manos y durante veinte años hizo colocar media docena de rosas rojas por semana en la tumba. Se negó a hablar de ella y su relación, y no se volvió a casar.

## Cualidades
DiMaggio fue un espléndido jardinero, dotado de un buen brazo para lanzar y siempre posicionado correctamente en el terreno. Era un estudioso de los movimientos del lanzador, del bateador y el conteo; y atento, además, a la situación del juego y al anticipo del tiro a la base correcta. En 1947 solo tuvo un error. Su mánager Joe McCarthy opinaba que era el mejor corredor de bases que él hubiera visto.

## Después del béisbol

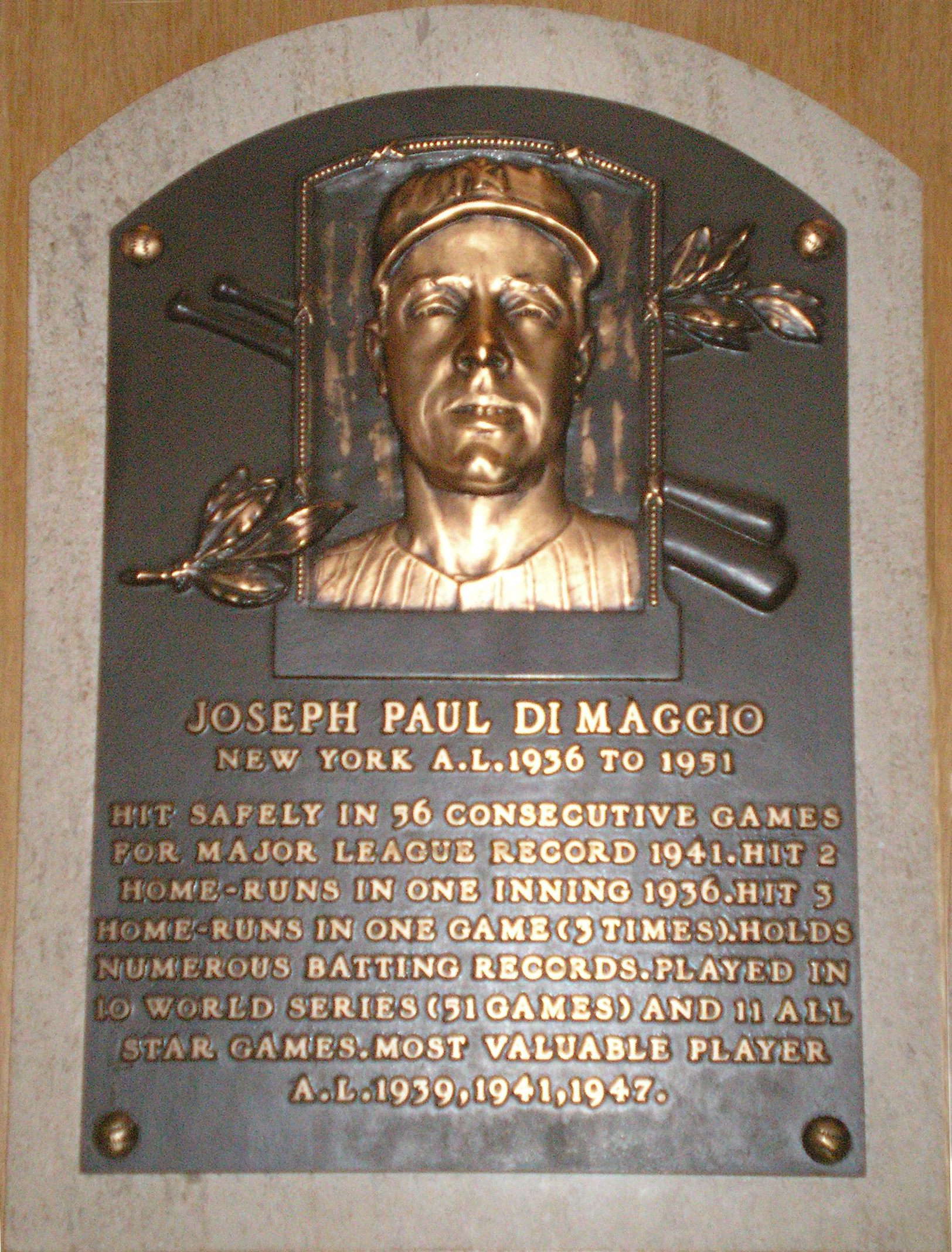
Placa de Joe DiMaggio en el Salón de la Fama del Béisbol.

Después de su retiro, su fama aumentó por el matrimonio con la actriz icono de los años 50: Marilyn Monroe que fue todo un acontecimiento mediático, puesto que se unieron dos de los personajes más populares de los Estados Unidos. Se divorciaron a los nueve meses a causa de que DiMaggio la golpeaba por celos.
Muchos consideran a DiMaggio como el mejor jugador de la historia del béisbol, pues a pesar de sus habilidades naturales, siempre se empeñó en mejorar. Además fue responsable consigo mismo, sus compañeros y sus fanes.
En 1969 hubo una celebración centenaria del béisbol, en la que fue nombrado como el mejor jugador en vida de la historia.
Una periodista del New York Times escribió acerca de él: "No es por los récords de DiMaggio que lo recordaremos, él es más recordado por la persona de Joe DiMaggio. Permanece como símbolo de excelencia, poder y, seguro, de caballerosidad”.

## Muerte
DiMaggio, un fumador empedernido durante gran parte de su vida adulta, fue admitido en el Memorial Regional Hospital en Hollywood, Florida, el 12 de octubre de 1998, para cirugía del cáncer de pulmón, y permaneció allí por 99 días. Regresó a su casa en Florida el 19 de enero de 1999. Murió el 8 de marzo, a los 84 años de edad. El funeral se llevó a cabo el 11 de marzo de 1999, en la iglesia católica de los Santos Pedro y Pablo, en San Francisco. DiMaggio fue enterrado en el cementerio de la Santa Cruz en Colma, California. Su hijo Joe DiMaggio Jr, murió casi cinco meses después el 6 de agosto a la edad de 57 años.